# Cabrillanes
Cabrillanes è un comune spagnolo di 1 092 abitanti situato nella comunità autonoma di Castiglia e León.